# Seojong-myeon
Seojong-myeon (koreanska: 서종면) är en socken i kommunen Yangpyeong-gun i provinsen Gyeonggi i den norra delen av  Sydkorea, 35 km öster om huvudstaden Seoul.